# Апстиненти (филм из 1989)
Апстиненти је југословенски телевизијски филм из 1989. године. Режирао га је Драган Веселиновић, а сценарио је написао Иван М. Лалић.

## Улоге
| Глумац           | Улога                     |
| ---------------- | ------------------------- |
| Никола Пејаковић | Љуба                      |
| Горан Радаковић  | Бора                      |
| Весна Лончаревић | Снежана                   |
| Владан Дујовић   | Ђовани                    |
| Наташа Чуљковић  | Девојка у ординацији      |
| Ана Команин      | Сузана                    |
| Иван М. Лалић    | Борин колега са факултета |
| Ненад Огњеновић  |                           |
| Васил Христов    |                           |
| Бранка Петрић    | докторка                  |